# Artigatge

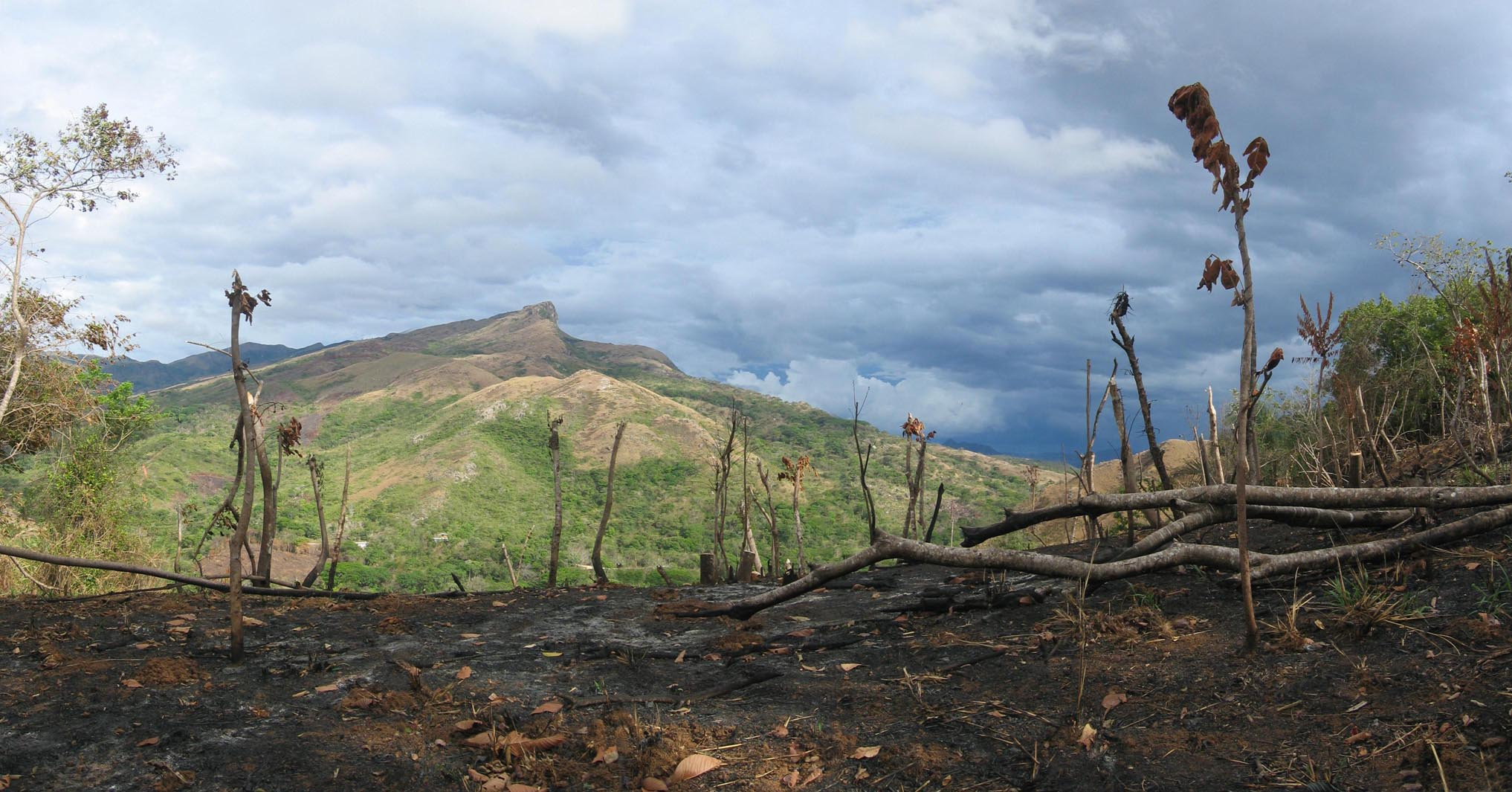
Inici d'un artigatge (Santa Fe, província de Veraguas, Panamà).

L'artigatge és la desforestació d'un tros de terra on es cremen els arbres, arbustos i herbes, que les poblen amb l'objectiu de convertir-lo en un camp de conreu. Les cendres resultants s'escampaven i es feien servir com a adob. L'artiga o la boïga és el tros de terra erma o boscosa resultant. Durant l'edat mitjana la pagesia preparava per ser cultivada temporalment. L'explotació de les artigues es feia ininterrompudament fins que s'exhauria la fertilitat del sòl, moment en què la terra s'abandonava.
L'artigatge era comú a les zones de muntanya on tradicionalment no hi havia camps, a les propietats amb grans masses forestals i a les universitats i comuns que disposaven d'extenses terres comunals.